# 나가 자치구
나가 자치구(버마어: နာဂ ကိုယ်ပိုင်အုပ်ချုပ်ခွင့်ရ ဒေသ nàɡa̰ kòbàɪɴ ʔoʊʔtɕʰoʊʔ kʰwɪ̰ɴja̰ dèθa̰, Naga Self-Administered Zone)는 2008년 새 헌법에 따라 신설된 미얀마의 자치구로서, 레쉬, 라헤 그리고 난윤이라는 세 개의 군구로 구성되며 원래는 사가잉 주에 속했던 곳들이다. 공식 명칭은 2010년 8월 20일 대통령령으로 발표되었다. 이 지역은 미얀마 북서부 지역에 거주해 온 나가족의 자치 구역이다.

## 같이 보기
- 나가족
- 나갈랜드주